# Rosedale (Nowy Meksyk)
Rosedale – jednostka osadnicza w Stanach Zjednoczonych, w stanie Nowy Meksyk, w hrabstwie Grant.